# Vogelpootzegge
De vogelpootzegge (Carex ornithopoda) is een overblijvende plant die behoort tot de cypergrassenfamilie (Cyperaceae). De plant komt van nature voor in Noordwest-Scandinavië, Midden-Europa en West-Azië en is inheems in Wallonië. Het aantal chromosomen is 2n = 54.
De polvormende plant wordt 5-20 cm hoog. De stengels zijn rechtopstaand, bijna rond en bovenaan ruw. De bladeren zijn meestal korter dan 10 cm en 1-3 mm breed. Ze zijn stevig, bleekgroen en licht glanzend. De bladschijf is vrij ruw. De bladeren zijn korter dan de stengels. De onderste bladscheden zijn lichtbruin tot vuilpaars en worden op den duur rafelig. 
De vogelpootzegge bloeit in april en mei. Er zijn twee tot vier vrouwelijke, iets gekromde aartjes en een kort mannelijk aartje. De vrouwelijke losbloemige aartjes zijn 6-10 mm lang met 2-6 bloemen, de onderste zijn duidelijk gesteeld. De vrouwelijke aartjes staan bijna handvormig, iets gekromd naast elkaar als een vogelpoot en zijn breed omgekeerd eivormig. De kafjes hebben een rood- tot lichtbruine kleur met een groene middenstreep en hebben bijna altijd een smalle vliezige rand. De mannelijke aartjes zijn tot 8 mm lang en smal. De kafjes van de mannelijke aartjes hebben meestal een lichtere kleur dan die van de vrouwelijke aartjes en hebben vaak geen duidelijke groene middenstreep. Het vruchtbeginsel heeft drie stempels.
De vrucht is een scherp driekantig, eirond, bijna zwart, 2,5-3 mm lang nootje dat langer is dan het urntje. Het driekantig-omgekeerd eironde, ongeveer 3 mm lange, roodachtige of bruingroene tot glanzend zwartbruine, vrij dicht behaarde urntje is aan de voet geleidelijk in de slanken steel versmald. Het urntje heeft een dunne snavel.

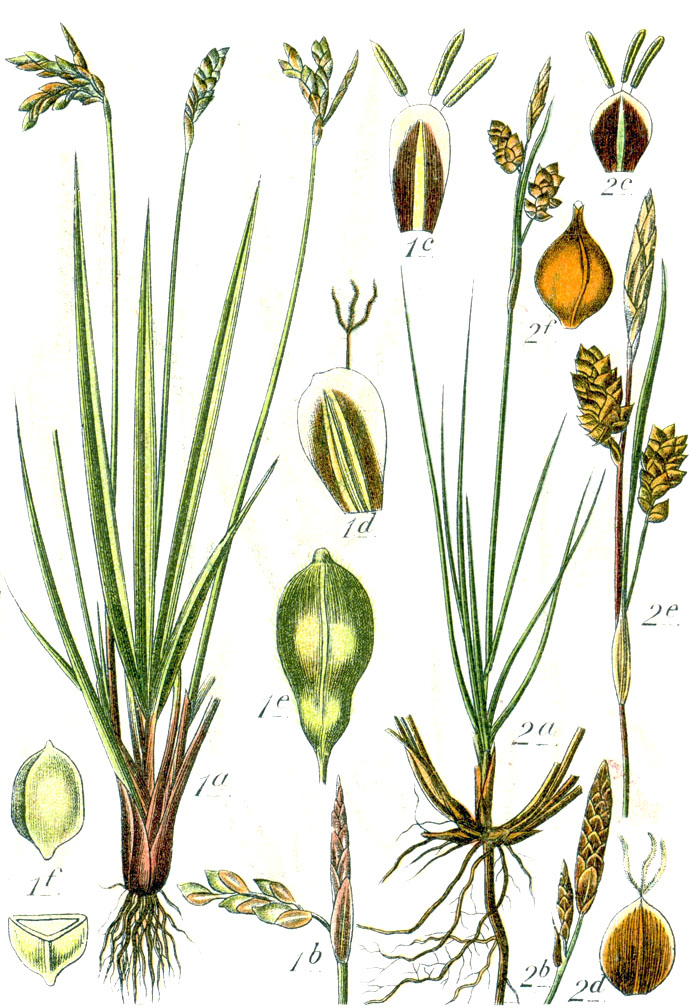
Illustratie van Jacob Sturm 1e=urntje, 1d=kafje
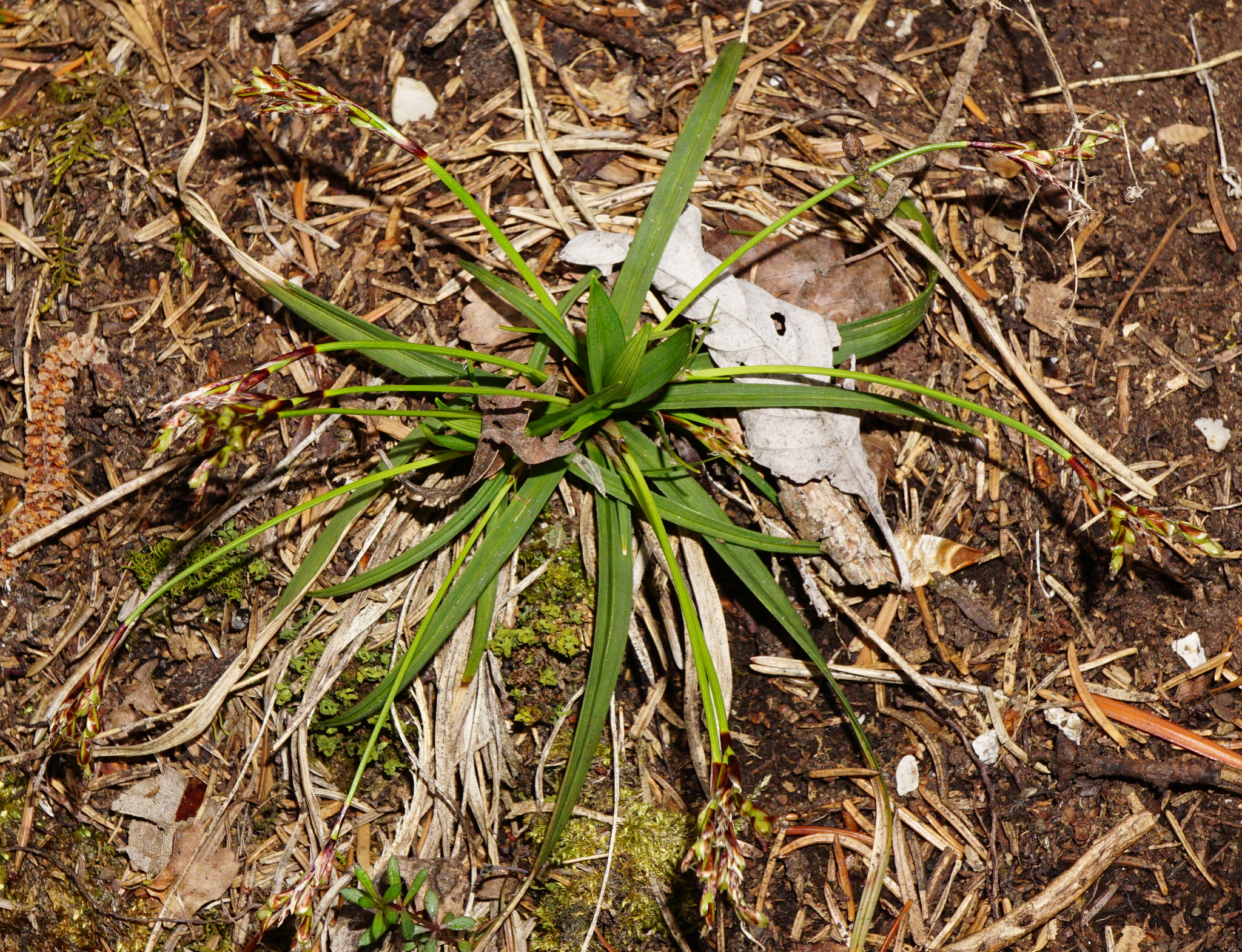
Plant
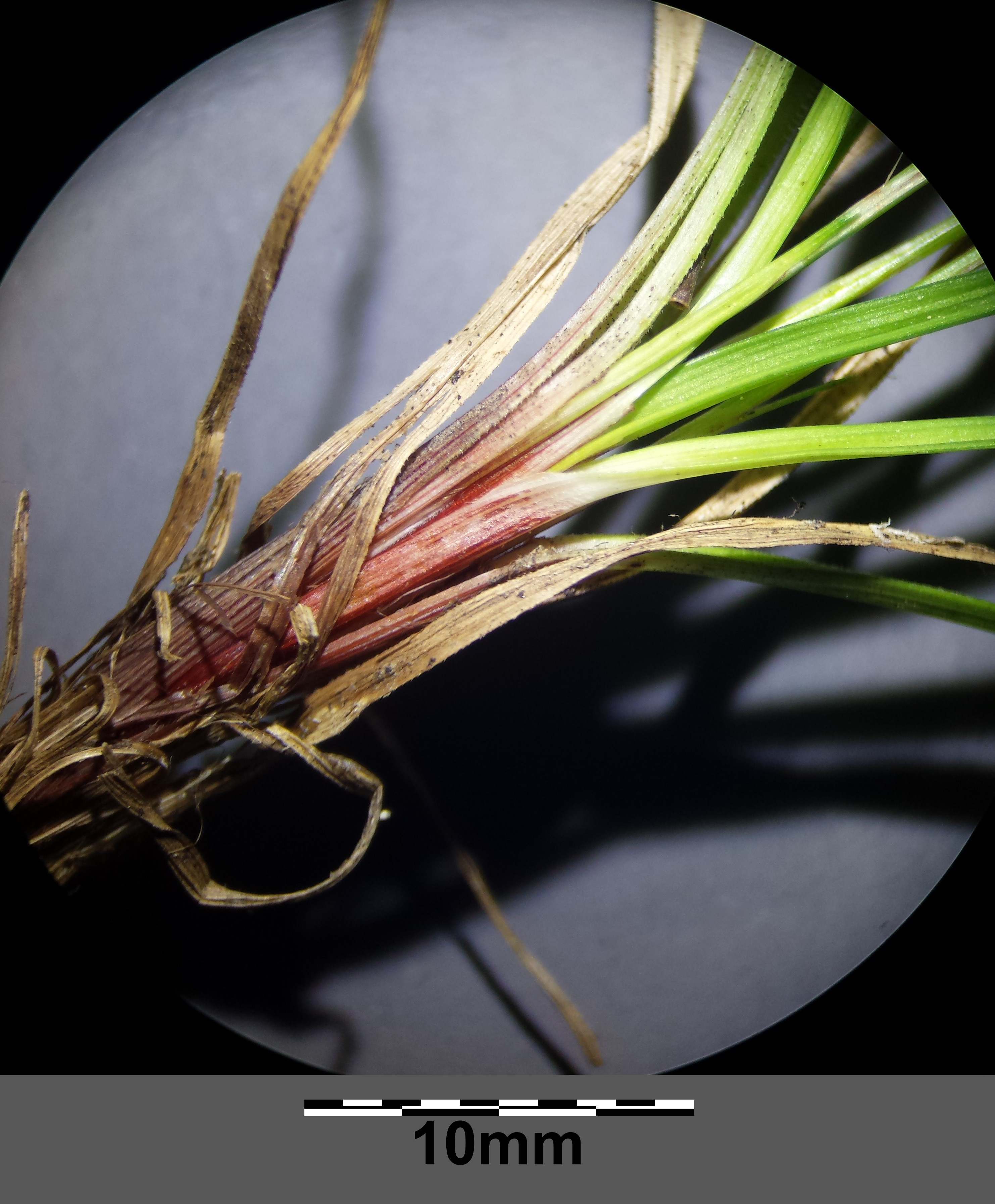
Onderste bladscheden
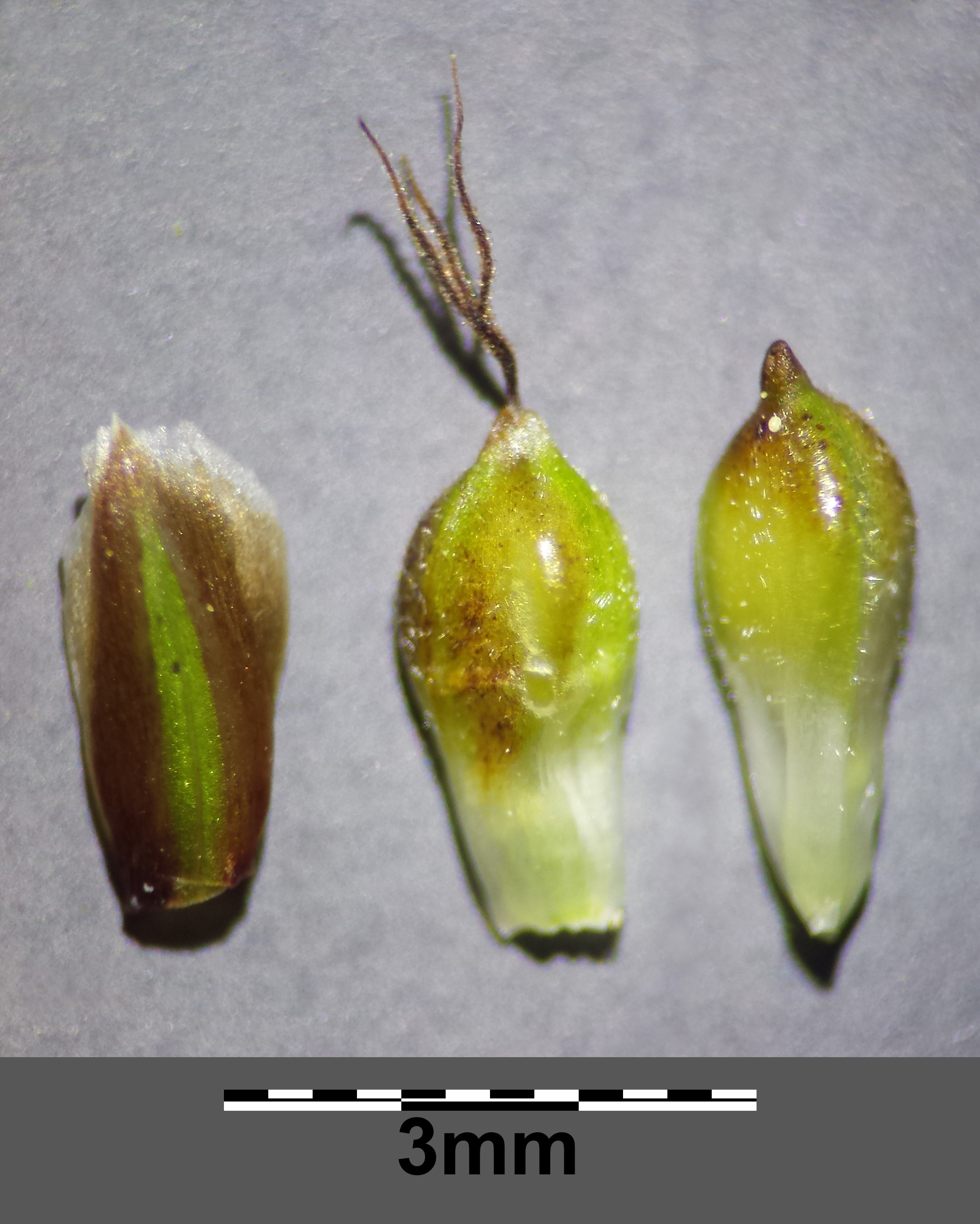
Vrouwelijke bloem

De vogelpootzegge komt voor op droge, kalkrijke grond in kalkgrasland en bossen.

## Cultivar
Er is een cultivar met wit gestreept blad: Carex ornithopoda 'Variegata'.

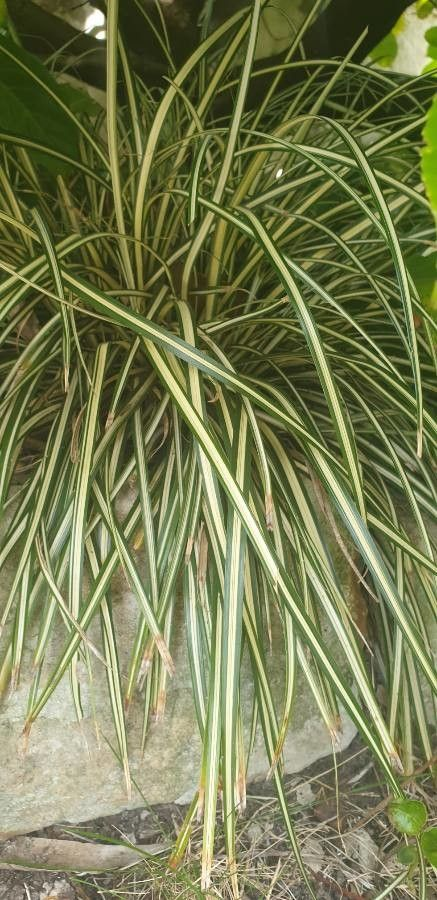
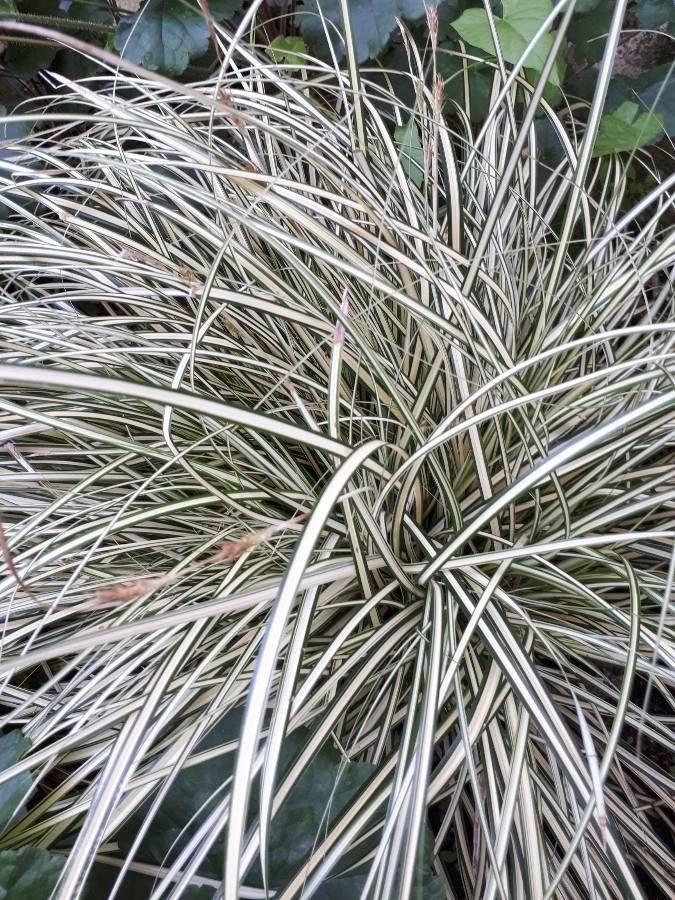
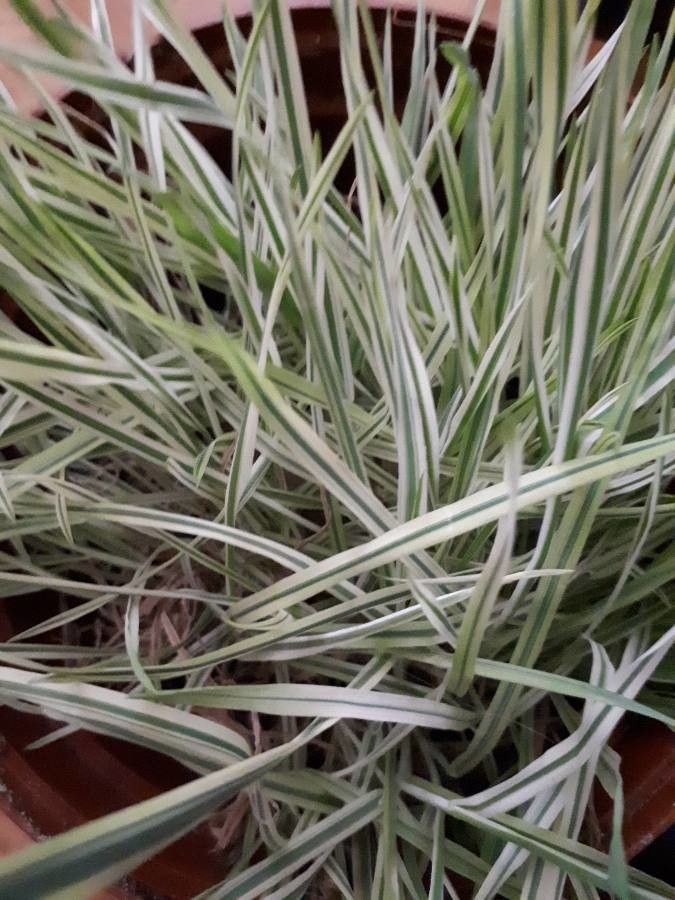